# Uldz gol
Uldz gol (mong. Улз гол; ros. Улдза, Ułdza) – rzeka w północno-wschodniej Mongolii i Rosji. Liczy 428 km a powierzchnia jej dorzecza wynosi 27,5 tys. km². Źródła znajdują się we wschodniej części ajmaku chentejskiego. Jest to rzeka równinna, średnio zasobna w wodę. Dzieli się na wiele odnóg, między którymi powstały bagna. Grunty w dolinie rzeki są wykorzystywane pod uprawę. Wzdłuż brzegów spotyka się nieduże obszary piasków. Rzeka wpada do bezodpływowego jeziora Barun-Toriej w Rosji.